# Le Jugement dernier (Giotto)
Le Jugement dernier est une fresque peinte par Giotto en 1306, dans la Chapelle des Scrovegni à Padoue. La fresque occupe tout le mur du fond opposé à l'autel et conclut idéalement les différentes « Histoires » relatées sur les parois latérales (du Christ, de Marie, de Joachim). Il s'agit de la dernière phase de la décoration de la chapelle.

## Histoire
En 1300, Enrico Scrovegni, un riche banquier de Padoue, achète un terrain situé autour de l’ancien l'amphithéâtre romain de l'Arena afin d'y construire un palais et une chapelle privée. L'église est consacrée à Sainte-Marie de la Charité le 16 mars 1305. De ces bâtiments il reste la nef de l'église, la chapelle de l’Arena ou chapelle des Scrovegni dont la décoration avait été confiée à Giotto entre 1302 et 1305.

## Description
L'œuvre est dominée par le Christ en majesté entouré des douze apôtres assis. La fresque est divisée en registres, le règne céleste et le règne des enfers, entre les deux l’Humanité est jugée avec les Justes à droite et les Damnés à gauche.
Au centre de la scène, le Christ, juge suprême, est représenté dans une mandorle arc-en-ciel, vers lui convergent les armées des anges, les apôtres et au-dessus de lui se trouvent les portes entrouvertes de la Jérusalem céleste.
La terre est ouverte et les morts nus ressuscitent et sortent du cercueil en s'entraidant. Au-dessus se trouvent processionnaires, les bienheureux, hommes et femmes de tous origines et statuts,  sont accompagnés dans leur ascension vers le Christ juge par des anges.
Le donateur, Scrovegni, placé du côté des élus, assisté d'un prêtre, est à genoux, offrant « son église » aux Trois Maries.